# Nostradamus
Pour les articles homonymes, voir Nostradamus (homonymie).
Michel de Nostredame, dit Nostradamus, né le 14 décembre 1503 à Saint-Rémy-de-Provence et mort le 2 juillet 1566 à Salon-de-Provence, est un apothicaire et auteur français. Pratiquant l'astrologie, il est surtout connu pour son ouvrage intitulé Les Prophéties dans lequel certains croient lire des prédictions avérées. Selon plusieurs sources, il était également médecin.

## Biographie

### Enfance

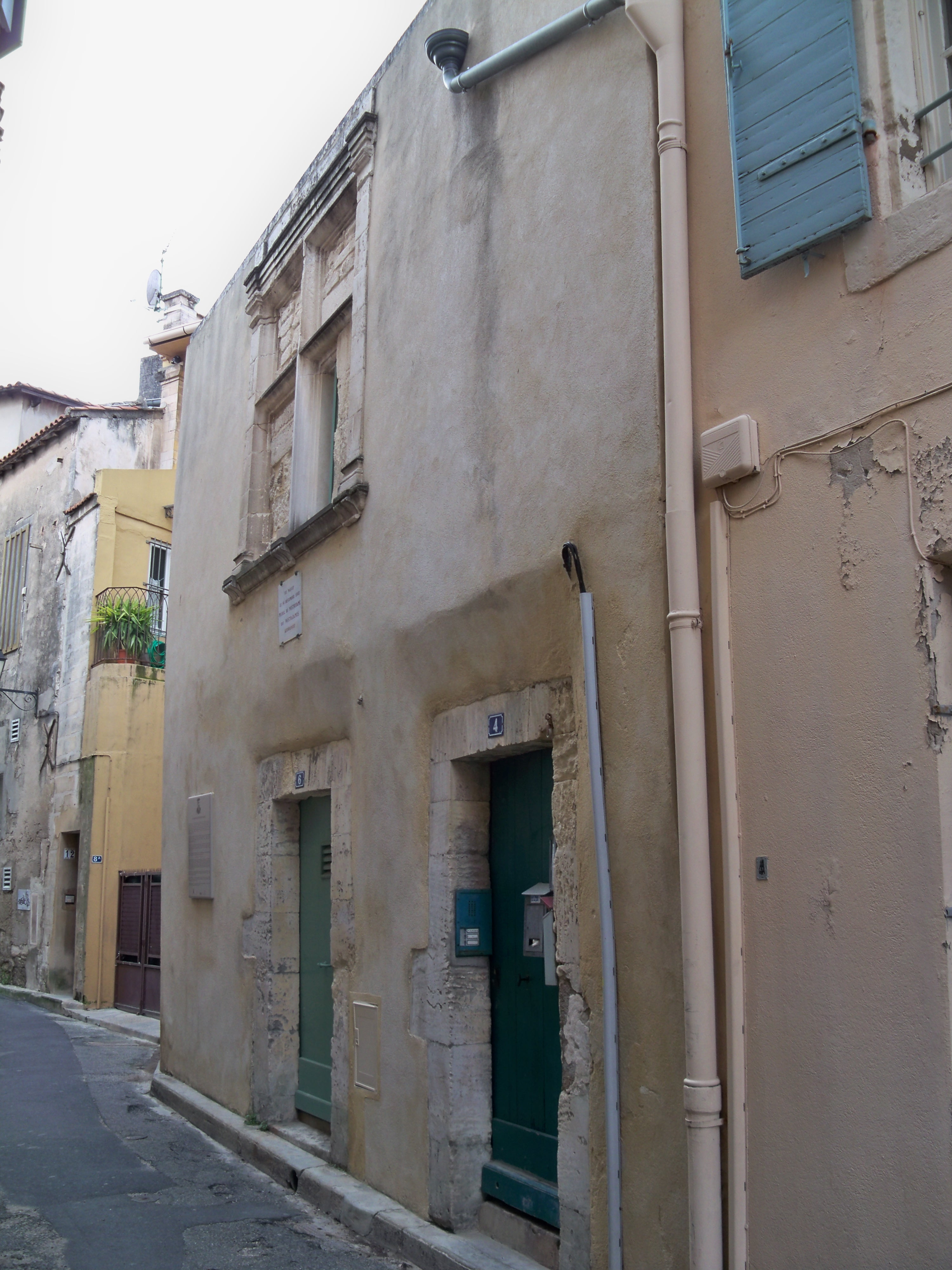
Maison natale de Nostradamus à Saint-Rémy-de-Provence.

Michel de Nostredame, fils de Jaume de Nostredame (1470-1536) et de Reynière (ou Renée) de Saint-Rémy, est né à Saint-Rémy-de-Provence le 14 décembre 1503, vers midi.
Jaume était l'aîné des six (certains disent dix-huit) enfants du couple Pierre de Nostredame et Blanche de Sainte-Marie. Son épouse, Renée de Saint-Rémy, était la fille de René de Saint-Rémy et de Béatrice Torrelli, et la petite-fille de Jean de Saint-Rémy (1428-1504), médecin et trésorier de la cour royale de Saint-Rémy[précision nécessaire] entre 1481 et 1504, date probable de sa mort. Jean de Saint-Rémy a confortablement doté sa petite-fille et a aidé son mari, initialement marchand de céréales et copiste, à devenir notaire, ce dernier étant occasionnellement prêteur sur gages. Michel de Nostredame est né dans la maison de son bisaïeul, rue des Barri, à Saint-Rémy-de-Provence.
Le nom de Nostredame vient de son grand-père juif, Guy de Gassonet (fils d'Arnauton de Velorges), qui choisit le nom de Pierre de Nostredame lors de sa conversion au catholicisme, probablement vers 1455. Selon les archives d'Avignon, et selon les archives de Carpentras qui parlent souvent de juifs des autres régions, il est suggéré que le nom Nostredame fut imposé par le cardinal-archevêque d'Arles, Pierre de Foix. Le grand-père de Nostredame, Pierre de Nostredame, était si convaincu de sa foi qu'il a répudié sa femme d'alors (Benastruge Gassonet) qui ne voulait pas quitter le judaïsme. La dissolution du mariage fut prononcée en vertu du privilège paulin à Orange le 14 juin 1463, ce qui lui a permis finalement d'épouser Blanche, fille de Pierre de Sainte-Marie, médecin, savant hébraïsant et helléniste.

### Années d'études

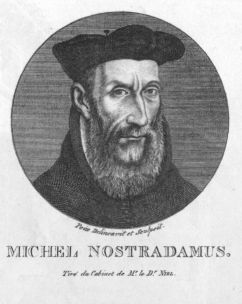
Portrait de Nostradamus
par le Dr Niel.

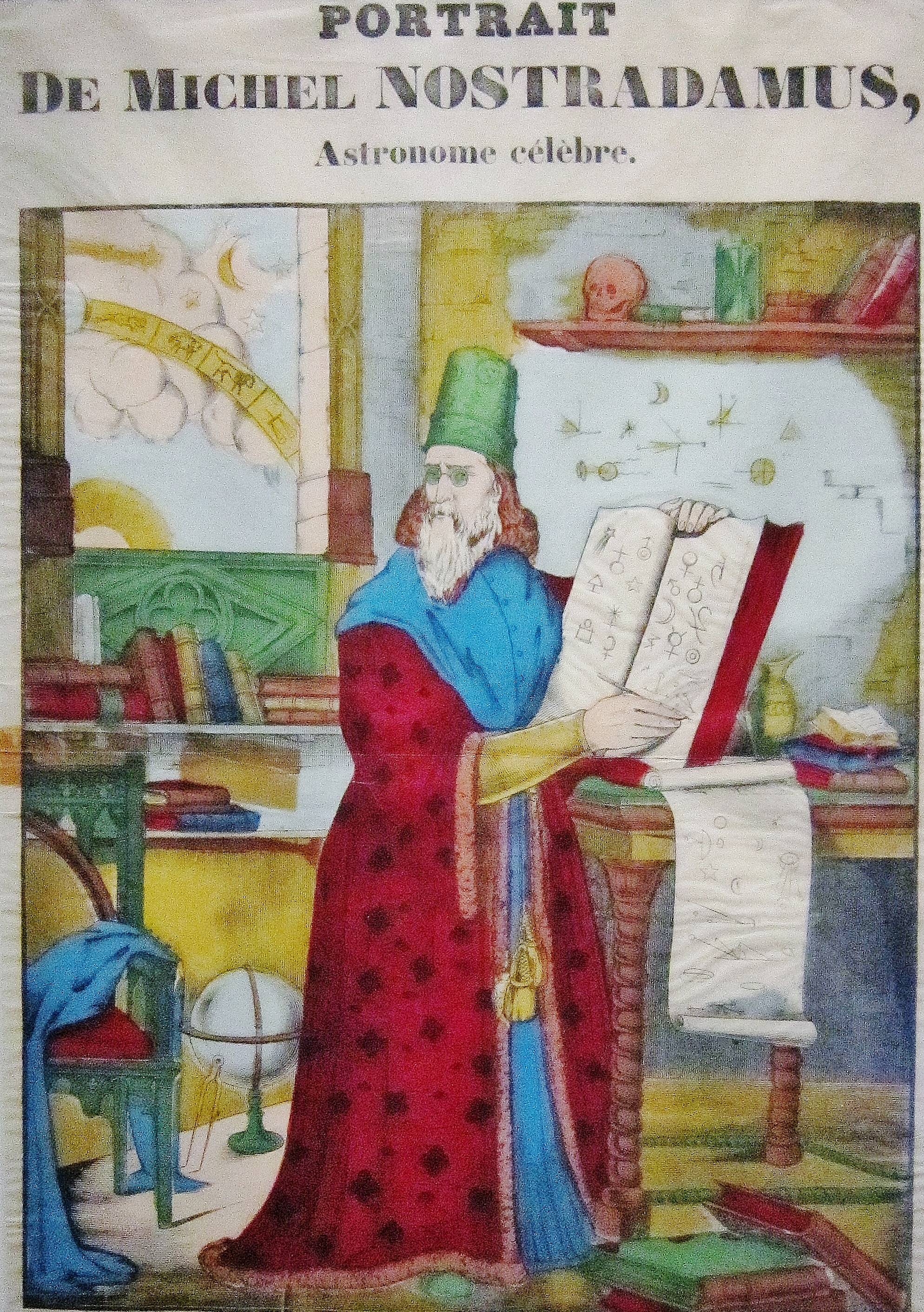
Image d'Épinal représentant Nostradamus.

Nostredame part très jeune à Avignon pour y obtenir son diplôme de bachelier des arts à l'université d'Avignon. Il loge alors chez sa tante Marguerite, mariée à un certain Pierre Joannis, teinturier qu'il doit probablement aider en ses moments de loisir : la préparation de produits colorants n'est pas éloignée de l'alchimie. On le dit doué d'une mémoire presque divine, d'un caractère enjoué, plaisant, peut-être un peu moqueur « laetus, facetus est que mordax. » Ses camarades l'auraient appelé « le jeune astrologue », parce « qu'il leur signalait et leur expliquait les phénomènes célestes », mystérieux alors pour beaucoup : les étoiles filantes, les météores, les astres, les brouillards, etc. Il doit apprendre aussi la grammaire, la rhétorique et la philosophie. Mais il doit quitter l'université après un an seulement, et donc sans diplôme, à cause de l'arrivée de la peste (fin 1520).
Ayant pratiqué comme apothicaire (profession non diplômée), il s'inscrit le 3 octobre 1529 à la faculté de Montpellier pour essayer d'y gagner son doctorat en médecine. Il se fait connaître grâce aux remèdes qu'il a mis au point en tant qu'apothicaire. Mais il est bientôt expulsé pour avoir exercé ce métier « manuel » interdit par les statuts de la faculté.
Son inscription de 1529 et sa radiation sont les seules traces de son passage à Montpellier, et on ne connaît pas de document attestant qu'il ait été docteur d'une autre université. Mais, sans être affirmatifs, la plupart des érudits du vingtième siècle pensent qu'il n'est pas impossible que l'expulsion de Nostredame ait été temporaire, qu'il se soit réinscrit le 23 octobre 1529 et qu'il soit devenu quand même diplômé de l'université de Montpellier en 1533 (comme le prétendaient aussi, en ajoutant des détails supplémentaires peu crédibles, certains commentateurs très tardifs comme Guynaud et Astruc), bien qu'il lui ait manqué le premier diplôme nécessaire pour accéder au doctorat, car les noms de plusieurs des diplômés connus de cette université sont absents, eux aussi, de ses registres — à moins que ceux-ci n'en aient pas été de vrais diplômés non plus (le phénomène du « faux docteur » étant très connu à l'époque)[pas clair].

### Mariages et professions
Vers 1533, il s'établit à Agen, où il pratique la médecine de soins à domicile. Il s'y lie d'amitié avec Jules César Scaliger. Cet Italien, installé à Toulouse, érudit de la Renaissance, est « un personnage incomparable, sinon à un Plutarque » selon Nostradamus ; il écrit sur tout. Impertinent, il s'attaque à tout le monde, s'intéresse à la botanique et fabrique des pommades et des onguents. Mais le jeune « imposteur » inquiète les autorités religieuses par ses idées un peu trop progressistes pour l'époque.
La durée précise de son séjour à Agen est inconnue ; peut-être trois ans, peut-être cinq ans. Les points de repère manquent et l'on ne peut offrir que des dates approximatives. Vers 1534, Nostredame s'y choisit une femme, Henriette d'Encausse, avec qui il aurait eu deux enfants : un garçon et une fille. L'épouse et les deux enfants meurent, très rapidement semble-t-il, à l'occasion de quelque épidémie, la peste vraisemblablement.
D'après certains commentateurs catholiques des Prophéties — Barrere, l'abbé Torne-Chavigny notamment — Nostredame aurait dit en 1534 à un « frère » qui coulait une statue de Notre-Dame dans un moule d'étain qu'en faisant de pareilles images il ne faisait que des diableries. D'aucuns pensent que ses relations avec un certain Philibert Sarrasin, mécréant de l'époque, de la région d'Agen, avaient rendu Nostredame plutôt suspect à la Sainte Inquisition. Celle-ci l'aurait même invité à se présenter devant son tribunal de Toulouse pour « y être jugé du crime d'hérésie ; mais il se garda bien de répondre à cette citation ».

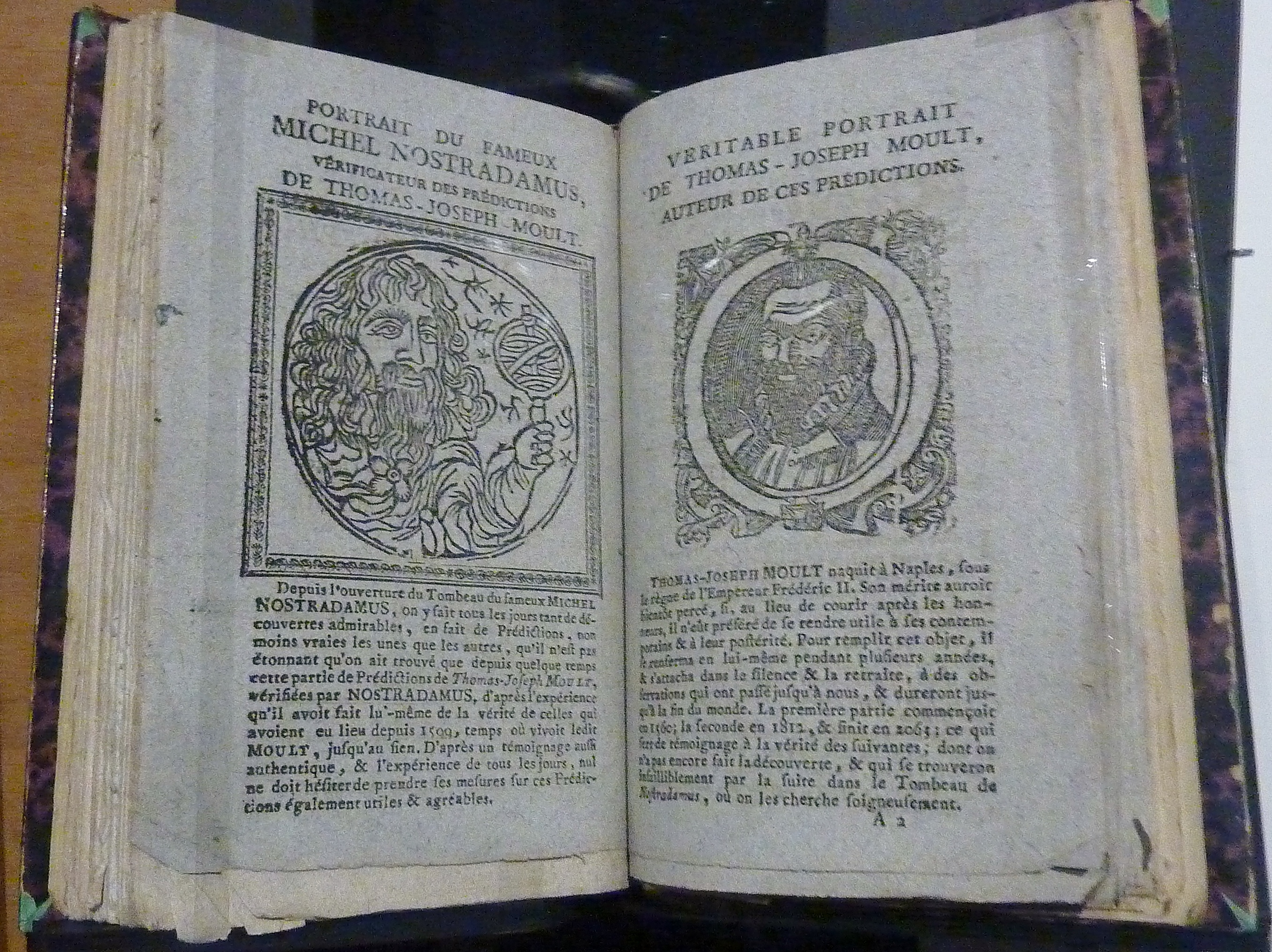
Portrait de Nostradamus et de Thomas-Joseph Moult dans « Prophéties perpétuelles très anciennes et très certaines » par Maurent Lecrène-Labbey (1811-1860).

Après la mort de sa première femme, Nostredame se serait remis à voyager. On l'aurait trouvé à Port-Sainte-Marie, puis à Bordeaux, vers l'an 1539. Les commentateurs tardifs Moura et Louvet se le représentent en la compagnie de savants renommés de l'époque et du cru : l'apothicaire Léonard Baudon, Johannes Tarraga, Carolus Seninus et Jean Treilles, avocat.
Nostredame accomplit de 1540 à 1545 un tour de France qui l'amène à rencontrer de nombreuses personnalités, savants et médecins. La légende signale le passage du futur prophète à Bar-le-Duc. Nostredame y aurait soigné, d'après Étienne Jaubert, plusieurs personnes et notamment une célèbre (?) Mademoiselle Terry qui l'aurait souvent entendu « exhorter les catholiques à tenir ferme contre les Luthériens et à ne permettre qu'ils entrassent dans la ville ».
Une tradition très douteuse affirme qu'il a séjourné un temps à l'abbaye d'Orval, qui dépendait de l'Ordre cistercien, située alors au diocèse de Trêves, à deux lieues de Montmédy, un séjour que Pagliani, après plusieurs autres, date de 1543. On ne sait s'il faut y ajouter foi, même si, avec Torne-Chavigny et Napoléon lui-même, beaucoup de gens lui attribuent les fameuses prophéties d'Orval, Prévisions d'un solitaire, ainsi que celles d'un certain Olivarius. On les aurait « trouvées » à l'abbaye d'Orval en 1792, date approximative de leur style même. La première (de style tardif, elle aussi) serait datée de 1542, antérieure donc de treize ans, comme on le verra plus loin, à la préface des premières Centuries[pas clair]. Mais il semble plus probable que toutes les deux aient été composées au XIXe siècle à la gloire de Napoléon.
Ici se termine le cycle de pérégrinations de Nostredame qui l'a mené en somme, après être rayé de Montpellier, du Sud-Ouest au Nord-Est de la France. Nostredame atteint la quarantaine (1543) et commence une seconde phase de déplacements qui va le rapprocher de la Provence et le pousser vers l'Italie, terre bénie de tous ceux qui connurent à son époque l'ivresse de la Renaissance.[style trop lyrique ou dithyrambique]
Les premières étapes de ce périple sont probablement Vienne, puis « Valence des Allobroges », dont parle Nostradamus dans son Traité des fardemens et confitures à propos des célébrités qu'il s'honora d'y avoir rencontrées : « A Vienne, je vis d'aucuns personnages dignes d'une supprême collaudation ; dont l'un estoit Hieronymus, homme digne de louange, et Franciscus Marins, jeune homme d'une expectative de bonne foy. Devers nous, ne avons que Francisons Valeriola pour sa singulière humanité, pour son sçavoir prompt et mémoire ténacissime… Je ne sçays si le soleil, à trente lieues à la ronde, voit ung homme plus plein de sçavoir que luy. »
En 1544, Nostredame aurait eu l'occasion d'étudier la peste à Marseille sous la direction, a-t-il dit, d'un « autre Hippocrate, le médecin Louis Serres ». Puis, il est « appelé par ceux d'Aix en corps de communauté pour venir dans leur ville traiter les malades de la contagion dont elle est affligée. C'était en l'année mil cinq cent quarante six ».
On le voit certainement à Lyon en 1547 où il s'oppose au médecin lyonnais Philibert Sarrasin, à Vienne, Valence, Marseille, Aix-en-Provence et, enfin, à Arles, où il finit par s'établir. Là, il met au point un médicament à base de plantes, capable, selon lui, de prévenir la peste. En 1546, il l'expérimente à Aix lors d'une terrible épidémie : son remède semble efficace comme prophylactique, mais il écrira lui-même plus tard que « les seignées, les medicaments cordiaux, catartiques, ne autres n'avoyent non plus d'efficace que rien. » (Traité des fardemens et confitures, Lyon, 1555, p. 52) Malgré ce succès douteux, Nostredame est appelé sur les lieux où des épidémies sont signalées. À la même époque, il commence à publier des almanachs qui mêlent des prévisions météorologiques, des conseils médicaux et des recettes de beauté par les plantes. Il étudie également les astres.

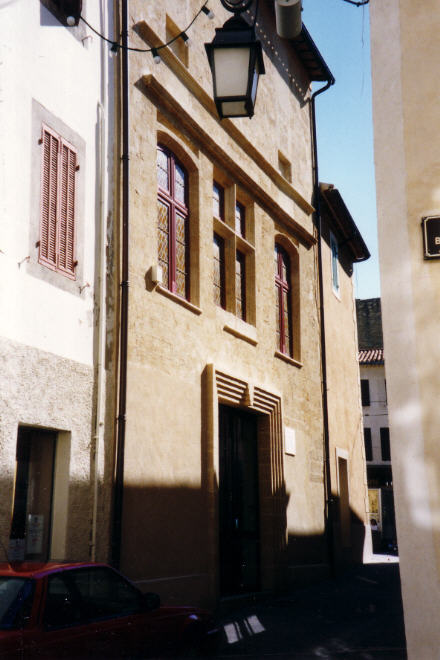
La Maison de Nostradamus à Salon-de-Provence.

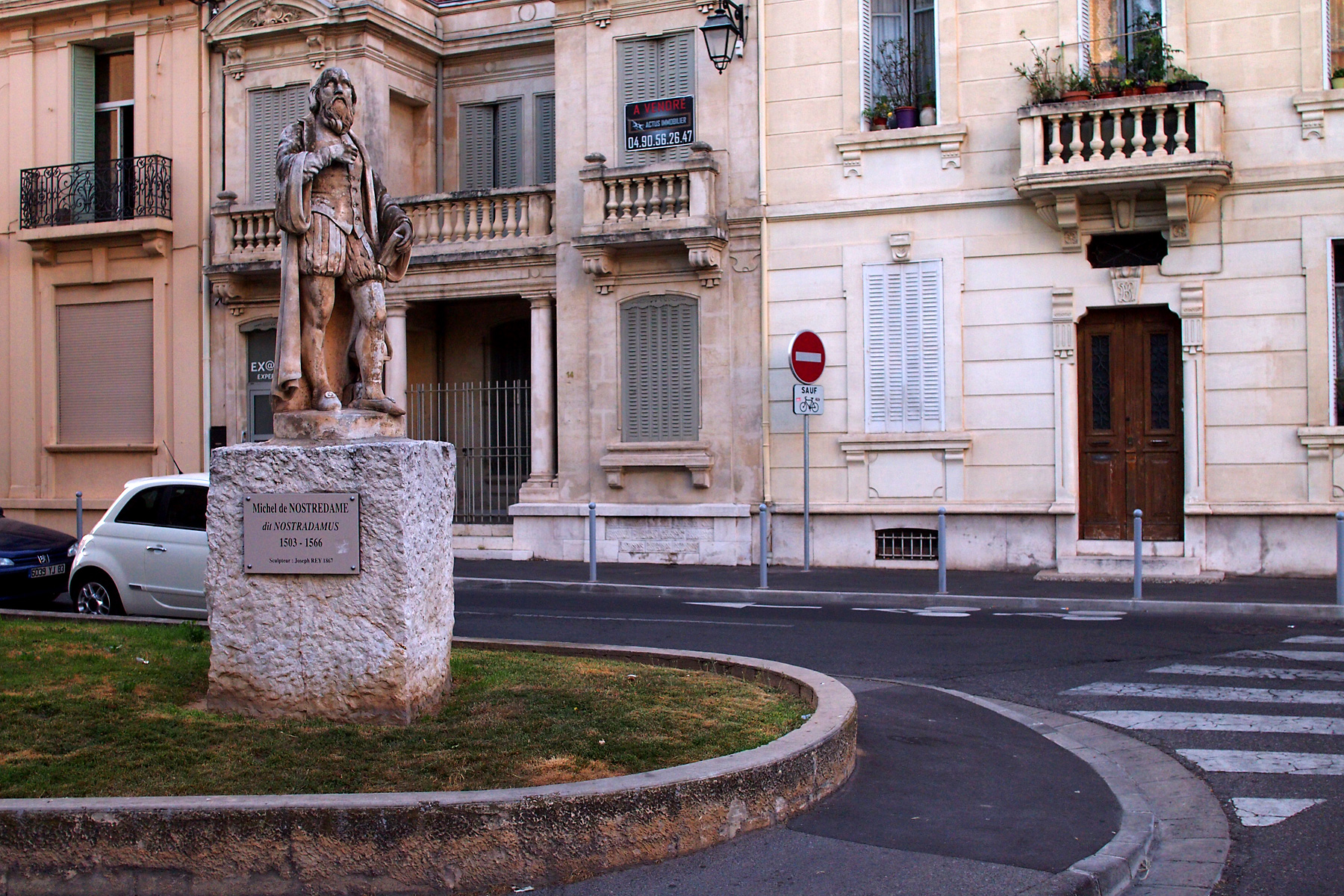
Statue de Nostradamus à Salon-de-Provence sur la place du Général De Gaulle.

Le 11 novembre 1547, il épouse en secondes noces Anne Ponsard, une jeune veuve de Salon-de-Provence, alors appelé Salon-de-Craux, du nom de la Plaine de Craux, toute proche. Le couple occupe la maison qui abrite aujourd'hui le Musée Nostradamus. Il aura six enfants, trois filles et trois garçons ; l'aîné, César, deviendra consul de Salon, historien, biographe de son père, peintre et poète.
Nostredame prend le temps de voyager en Italie, de 1547 à 1549. C'est d'ailleurs en 1549 qu'il rencontre à Milan un spécialiste en alchimie végétale, qui lui fait découvrir les vertus des confitures qui guérissent. Il expérimente des traitements à base de ces confitures végétales et, de retour en France, il publie en 1555 son Traité des confitures et fardements.
En 1550, il rédige son premier « almanach » populaire – une collection de prédictions dites astrologiques pour l’année, incorporant un calendrier et d’autres informations en style énigmatique et polyglotte qui devait se montrer assez difficile pour les éditeurs, à en juger par les nombreuses coquilles (où certains voient le signe que l'auteur était dyslexique). Dès cette date, Michel de Nostredame signe ses écrits du nom de « Nostradamus ». Ce nom n'est pas l'exacte transcription latine de « Nostredame », qui serait plutôt Domina nostra ou Nostra domina. En latin correct, « Nostradamus » pourrait signifier : « Nous donnons (damus) les choses qui sont nôtres (nostra) » ou « Nous donnons (damus) les panacées » (nostrum, mis au pluriel), mais il est également permis d'y voir un travestissement macaronique de Nostredame.
En 1555, installé à Salon-de-Provence, il publie des prédictions perpétuelles (et donc en théorie, selon l'usage de l'époque, cycliques) dans un ouvrage de plus grande envergure et presque sans dates ciblées, publié par l’imprimeur lyonnais Macé (Matthieu) Bonhomme. Ce sont les Prophéties, l'ouvrage qui fait l'essentiel de sa gloire auprès de la postérité. Toujours en 1555, Nostradamus rédige un ouvrage marquant sur la confiserie : le Traité des fardements et confitures où il enseigne comment « confire petits limons et oranges tout entiers, coings en quartiers avec le sucre pour faire du cotignac, du pignolat, du sucre candi, des sirops, des poires confites et de la tarte de massapan »,.
Nostredame poursuit au cours des années suivantes ses activités médicales. Le 20 octobre 1559, « faisant son chemin de Province à Narbonne », il s’arrête auprès du cardinal Laurent Strozzi, évêque de Béziers, victime d’une crise de goutte. Il délivre alors une consultation médicale, influencée par la médecine humorale, qui demeure l’une des rares ordonnances autographiées de Nostredame conservées à ce jour.

### Protection royale?
En 1555, Nostradamus est convoqué à la cour royale, au château de Blois. Selon P. Brind'Amour, le motif de l'intérêt de la cour était peut-être que, dans son dernier Almanach, Nostradamus avait mis le roi en garde contre des dangers qu'il disait ne pas oser indiquer par écrit. En cette même année 1555, donc, Nostradamus, inquiet des intentions de la cour (il craint d'avoir la tête coupée), se rend à Blois. Des nouvelles alarmantes sur l'intérêt que la justice porte à la source de sa prescience l'incitent à rentrer précipitamment. Il se persuade qu'on veut sa mort. Il affirme avoir reçu du couple royal des gratifications qu'en public il qualifiera d'amples mais, dans une lettre qu'il aurait écrite à Jean de Morel,  il se plaint que la somme était dérisoire. Mireille Huchon considère cette lettre comme fausse, mais elle pense elle aussi que la convocation à la cour n'avait pas pour cause l'admiration des souverains pour Nostradamus, mais plutôt la méfiance à l'égard de prédictions alarmantes pour la royauté. 
Pour confirmer la destinée de ses fils, la reine Catherine de Médicis le consulte de nouveau, en 1560, dans son château de Chaumont-sur-Loire.[réf. souhaitée]
Dans les années qui suivent 1555, il est la cible de plusieurs pamphlets imprimés. « Les attaques fusèrent de partout : de France et d'Angleterre, des milieux protestants et catholiques, des laïcs et des clercs, des poètes et des prosateurs, des adversaires de l'astrologie et des astrologues de métier, des étrangers mais aussi de ses proches ». L'ordonnance d'Orléans du 31 janvier 1561 (dont le rédacteur ou un des rédacteurs fut le chancelier Michel de L'Hospital, hostile à Nostradamus) prévoit des peines contre les auteurs d'almanachs publiés sans l'autorisation de l'archevêque ou de l'évêque. Peut-être une infraction à cette ordonnance est-elle à l'origine d'un incident qui n'a pas été tiré tout à fait au clair. Le jeune roi Charles IX écrit le 23 novembre 1561 au comte de Tende, gouverneur de Provence, apparemment pour lui donner l'ordre d'emprisonner Nostradamus, car le comte de Tende répond au roi le 18 décembre : « Au regard de Nostradamus, je l'ay faict saisir et est avecques moi, luy ayant deffendu de faire plus almanacz et pronostications, ce qu'il m'a promis. Il vous plaira me mander ce qu'il vous plaist que j'en fasse ». Le comte a donc fait arrêter Nostradamus et l'a amené avec lui dans le château de Marignane. Les deux hommes étaient amis et la prison tenait plutôt de la mise en résidence. On ignore ce que le roi répondit au comte de Tende, mais tout indique que l'incident resta sans suites.
Nostradamus rentra pleinement en grâce auprès de la famille royale, puisqu'en 1564, à l'occasion du grand tour de France, Charles IX, accompagné de Catherine de Médicis et de Henri de Navarre (le futur Henri IV), lui rendit visite. À cette occasion, la reine de France le nomma médecin et conseiller du roi.
Adam de Craponne finança personnellement les travaux du canal qui porte son nom, mais dut également faire des emprunts, notamment auprès de Nostradamus.

### Maladies et mort

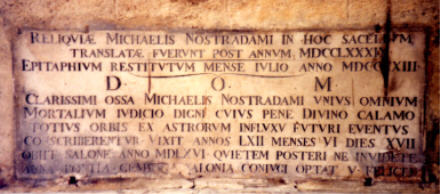
Épitaphe dans la collégiale Saint-Laurent, à Salon-de-Provence.

Certains, prenant à la lettre ce que Nostradamus, dans la préface de la première édition de ses Prophéties, dit de sa « comitiale agitation hiraclienne », pensent qu'il souffrait d'épilepsie. Selon d'autres, c'est seulement par image que Nostradamus désignait ainsi un état de transe qui accompagnait ce qu'il croyait être sa révélation prophétique. En revanche, il est vraisemblable (voir Leroy) qu'il fut atteint de la goutte et d'insuffisance cardiaque. Dans le dernier quatrain des Présages, qui parurent en 1568, soit deux ans après sa mort, on peut lire :

« CXLI. Nouembre.

Du retour d'Ambassade. dô de Roy. mis au lieu

Plus n'en fera: sera allé a DIEV:

Parans plus proches, amis, freres du sang,

Trouué tout mort prés du lict & du banc. »

Certains y ont vu la preuve qu'il connaissait les circonstances de sa mort. On dit qu'on le retrouva mort, près de son lit et d'un banc de bois, le 2 juillet 1566, au retour d'un voyage où il avait représenté sa ville auprès du roi (donc une ambassade) et y avait reçu le titre de médecin ordinaire du roi. Ce qui est attesté, c'est qu'il représenta Salon-de-Crau en ambassade[réf. souhaitée] à Arles auprès du roi en 1564, qu'il fut par la suite richement doté par le roi. Il fut retrouvé mort le 2 juillet 1566 au matin, et non en novembre, ce qui laisse cependant entier le doute quant à la prophétie, puisque celle-ci ne sera publiée que deux ans après sa mort, et en forme apparemment rétro-éditée. Il mourut à Salon-de-Provence d'un œdème dit cardio-pulmonaire. On connaît son testament et le devenir exact de sa dépouille : son tombeau fut édifié dans l’église des Cordeliers puis profané en 1793 par des sans-culottes, ses ossements étant pillés et dispersés. Un Marseillais, d’après la tradition locale, se serait emparé du crâne et aurait bu dedans. Finalement le maire David fit transférer les reliques qu'il avait pu sauver dans la collégiale Saint-Laurent, à Salon-de-Provence.

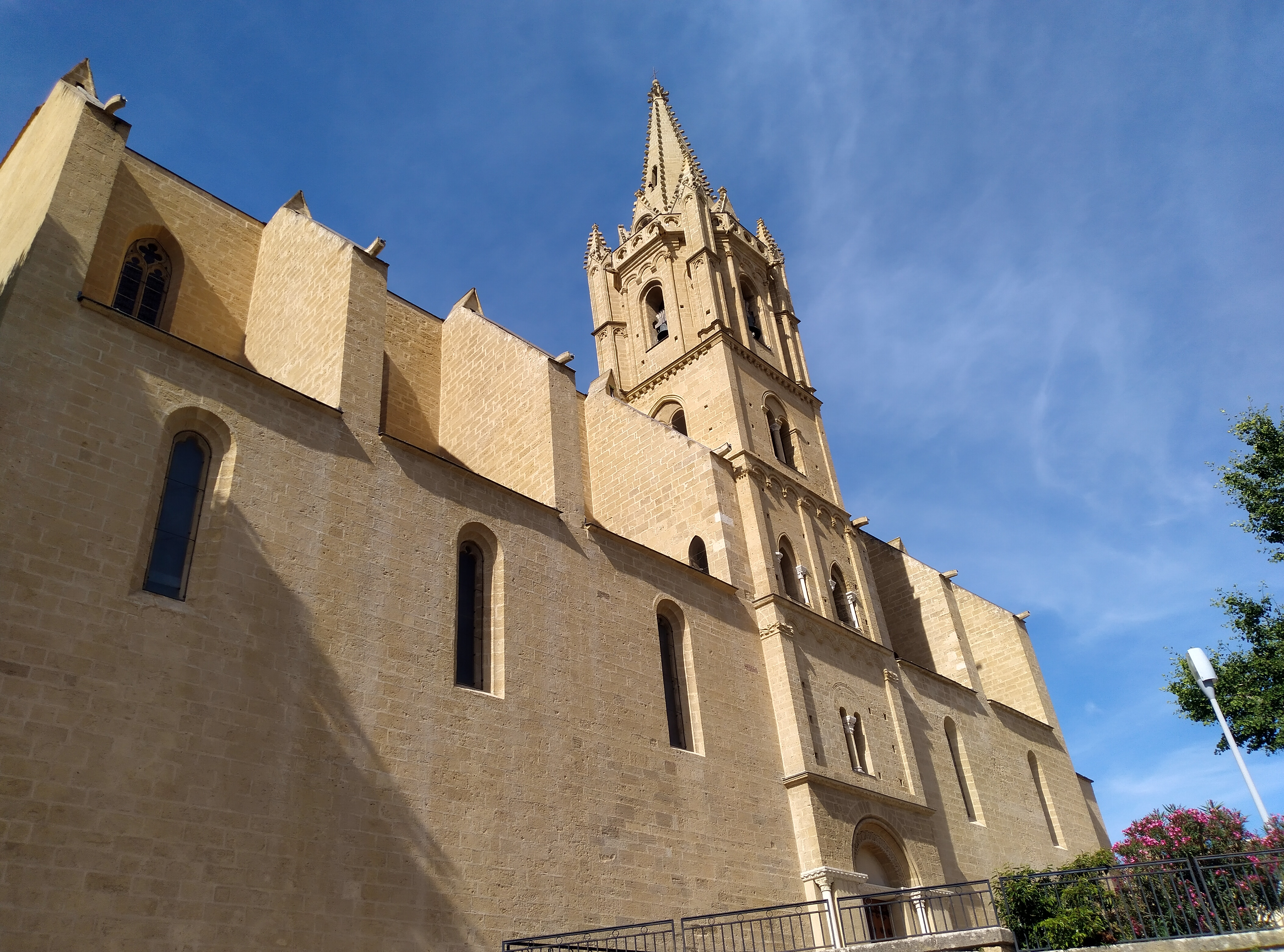
Église Saint-Laurent de Salon-de-Provence où ont été transférés les restes de Nostradamus à la fin du XVIIIe siècle.

## LesProphéties

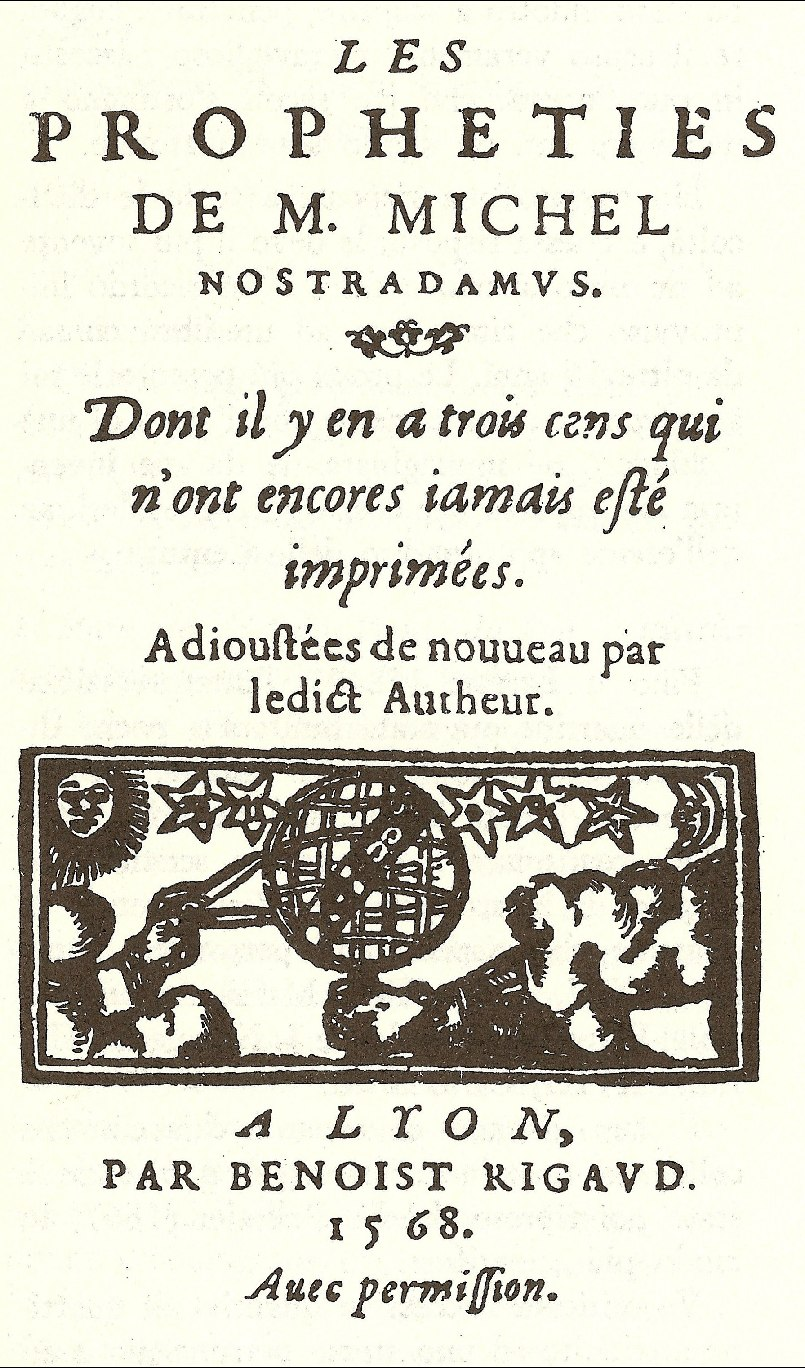
Les Prophéties. Édition de 1568.

Comme dit précédemment, la première édition des Prophéties est publiée le 4 mai 1555 par l’imprimeur lyonnais Macé (Matthieu) Bonhomme. Plusieurs éditions sont considérées comme piratées ou antidatées, mais on admet en général que l'édition (augmentée) qui porte la date de septembre 1557 fut réellement publiée du vivant de Nostradamus. L'existence d'une édition de 1558 est moins sûre, aucun exemplaire n'ayant survécu. Le livre est partagé en Centuries, une centurie étant, théoriquement, un ensemble de cent quatrains. La septième centurie resta toujours incomplète. La première édition, pleine de références savantes, contient 353 quatrains prophétiques, la dernière, publiée deux ans après la mort de Nostradamus, 942 – soit 58 quatrains de moins que les 1 000 qu'il avait annoncés (« parachevant la milliade »). Les Prophéties ont donné lieu à la publication de près de dix mille ouvrages. Parmi les exégètes les plus célèbres, on peut mentionner Anatole Le Pelletier, Vlaicu Ionescu, Jean-Charles de Fontbrune et son père, Serge Hutin et Erika Cheetham, qui croient à la prescience de Nostradamus, et Eugene F. Parker, Edgar Leoni, Louis Schlosser et surtout Pierre Brind'Amour, qui n'y croient pas. D'autres comme Robert Benazra, Michel Chomarat et Daniel Ruzo, se sont appliqués à recenser les éditions de ses œuvres et les ouvrages qui le concernent.

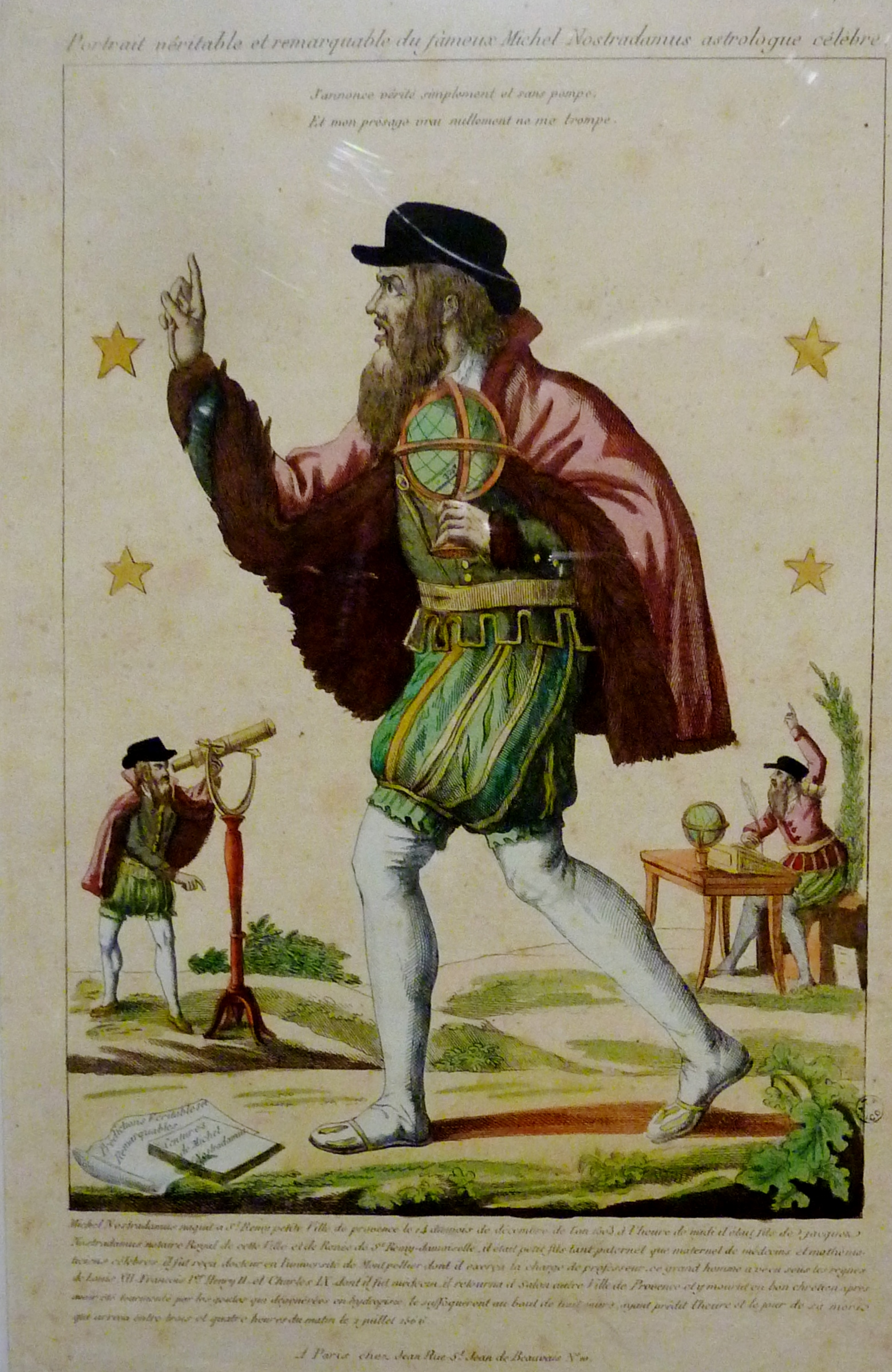
« Portrait véritable et remarquable du fameux Michel Nostradamus, astrologue célèbre » (par Jean, éditeur à Paris, avant 1837).

Une première cause de divergence entre interprètes est qu'en raison des méthodes de composition des imprimeurs du XVIe siècle, les éditions et même les exemplaires particuliers de ces éditions diffèrent tous ou presque, et ne garantissent aucune conformité parfaite avec le texte manuscrit original (perdu depuis lors). Pour ajouter à la difficulté, certains quatrains (comme 10,72, qui indique une date précise) font l'objet de désaccords entre les exégètes, notamment quant au sens des mots.
La seconde cause de divergences entre les interprètes tient à Nostradamus lui-même. Son style obscur et son vocabulaire, mélange de moyen français, de latin, de grec (très peu ; voir par exemple le quatrain IV, 32) et de provençal, donnent aux exégètes une grande liberté d'interprétation. Nostradamus, peut-être pour ajouter du mystère à ses quatrains, a employé toutes sortes de figures littéraires. Mais la raison principale de ce style nébuleux serait, si on l'en croit, le désir d'assurer la pérennité de l'œuvre. Nostradamus assure cependant qu'un jour le monde verra que la plupart des quatrains se sont accomplis, ce qui laisse entendre qu'ils seront compris clairement par l'humanité.
En attendant, tout événement cadrant, a posteriori, avec l'une des multiples interprétations possibles d'un quatrain est présenté comme l'interprétation juste — plusieurs interprétations d'une même prophétie cohabitant parfois chez le même exégète. Un bon nombre des interprètes (surtout les sensationnalistes et les amateurs) qui croient à la prescience de Nostradamus semblent persuadés qu'il a surtout parlé de leur époque. Enfin, ces mêmes personnes réinterprètent les prophéties après les faits, par un processus appelé « clairvoyance rétroactive » (postdiction (en)) et sont victimes d'une erreur de jugement cognitif, le biais rétrospectif.

## Les «méthodes» divinatoires de Nostradamus
Nostradamus affirmait volontiers avoir appliqué toute une série de procédés divinatoires, parmi lesquels la « fureur poëtique », ou le « subtil esprit du feu » de l'oracle de Delphes ; l'« eau de l'oracle de Didymes » ; l'« astrologie judiciaire » (l'art de juger de l'avenir d'après le mouvement des planètes, mais Nostradamus se disait « astrophile » plutôt qu'astrologue) ; les « sacrées Écritures », ou les « sacrées lettres » (bien qu'il n'ait probablement pas possédé une Bible telle quelle, interdite à l'époque aux laïques : il en aurait utilisé des extraits trouvés dans Eusèbe, Savonarole, Roussat et le Mirabilis liber) ; « la calculation Astronomique », ou la « supputation des âges », selon de prétendus cycles datant d'Abraham ibn Ezra et de bien avant (Nostradamus prétend arrêter ses prédictions à l'an 3797) ; et le « songe prophétique » ou l'« incubation rituelle ».
Il est cependant douteux qu'il ait vraiment utilisé ces procédés, car il semble se contredire là-dessus (par exemple en rattachant une même prophétie à plusieurs procédés), et il est plus probable que sa méthode principale était la projection dans le futur de prophéties préexistantes et de récits historiques, méthode dont il ne dit presque rien, mais dont l'existence est rendue quasi certaine par un nombre considérable de rapprochements faits depuis le XVIIIe siècle jusqu'à nos jours.
Quant aux horoscopes dressés par Nostradamus, les astres y sont souvent situés dans des maisons qui ne leur correspondent pas, les rapports entre l'heure, la position du Soleil et le Milieu du Ciel sont inconsistants et la position des astres correspond à midi et non au moment indiqué, Nostradamus se dispensant ainsi de faire l'interpolation.

## Le plus célèbre des quatrains réputés prophétiques
Le plus célèbre des quatrains réputés prophétiques de Nostradamus (avec, peut-être le « quatrain de Varennes » IX, 20) est le trente-cinquième de la première centurie (Centurie I, quatrain 35)
Le lyon ieune le vieux ſurmontera

En champ bellique par ſingulier duelle

Dans caige d'or les yeux luy creuera

Deux claſſes vne, puis mourir, mors cruelle.
Selon les adeptes d'une lecture prophétique, ce quatrain annoncerait la mort d'Henri II. En juin 1559, le roi Henri II affronta le comte de Montgommery, lors d'un tournoi de chevalerie. Ils auraient porté (selon ces adeptes) tous deux un lion comme insigne. Henri II reçut un tronçon de la lance de son adversaire à travers son heaume et eut l'œil transpercé. Il mourut dix jours plus tard.
L'historien québécois Pierre Brind'Amour (qui, pour sa part, pense que Nostradamus interprète un prodige céleste tel que celui qu'on aperçut en Suisse en 1547, montrant un combat entre deux lions) a été sceptique de l'interprétation courante de ce quatrain : « Ce quatrain, le plus célèbre des Centuries, fait les délices des amateurs d'occultisme, qui veulent y voir l'annonce du tournoi qui opposa Henri II et le sieur Gabriel de Lorge, comte de Montgommery, le 1er juillet 1559. On sait qu'Henri II, blessé à l'œil par son adversaire, mourut de sa blessure le 10 juillet suivant. Les sceptiques, dont je suis, s'émerveillent de la coïncidence ; les adeptes y voient la preuve de ce qu'ils ont toujours su, à savoir que Nostradamus avait un don de clairvoyance. Pourtant personne à l'époque ne fit le rapprochement ». Le professeur de linguistique Bernard Chevignard note lui aussi, que « ni Blaise de Monluc, ni François de Vieilleville, ni Claude de l'Aubespine, ni Brantôme ne mentionnent une quelconque prophétie de l'oracle de Salon à ce propos [la mort d'Henri II], mais font état de leurs propres rêves prémonitoires ou d'une prédiction de l'astrologue napolitain Luca Gaurico ». Brantôme a bien fait allusion à l'incident, mais ne parle que d'un 'devin' qui n'était pas nécessairement Nostradamus.
B. Chevignard relève de plus que, dans ses Présages en prose, à la fin de ce qui concerne le mois de juin 1559 (Henri II fut blessé en juin et mourut en juillet), Nostradamus, après avoir écrit « Quelque grand Prince, Seigneur & dominateur souverain mourir, autres defaillir, & autres grandement pericliter », ce qui fait s'écrier à son dévoué exégète Chavigny : « Icy infailliblement est presagée la mort du Roy Henry II », avait ajouté immédiatement après : « La France grandement augmenter, triompher, magnifier, & beaucoup plus le sien Monarque », d'où ce second commentaire de Chavigny : « Ceci est dit pour deguiser le fait. » Chavigny, d'ailleurs, n'a pas interprété le quatrain I, 35 comme annonçant la mort d'Henri II, non plus que Nostradamus lui-même, qui privilégiait le quatrain III, 55 (après l'avoir rétro-édité). Cette interprétation n'est pas attestée avant 1614.

## Nostradamus s'inspire du passé
Dans l'Épître à Henri Second qui précède les trois dernières Centuries de ses Prophéties, Nostradamus semble dire que ses dons de voyant lui révélaient parfois non l'avenir mais le passé : « supputant presque autant des aventures du temps à venir, comme des âges passés ». Son admiratif interprète Chavigny intitula Le Janus françois un livre où il expliquait certains quatrains par des évènements antérieurs à leur publication. Dans des lettres publiées en 1724 par le Mercure de France, un anonyme relevait lui aussi des « prophéties » de Nostradamus qui semblaient tournées vers le passé et, à la différence de Chavigny, il en concluait que Nostradamus se moquait de son lecteur.
L'existence, dans les Prophéties, de quatrains inspirés de faits passés ou, plus généralement, de livres antérieurs aux Prophéties a été confirmée de façon indubitable à partir des dernières années du XXe siècle par les découvertes d'érudits tels que Georges Dumézil, Pierre Brind'Amour et Chantal Liaroutzos. Ils ont noté des emprunts très nets à l'astrologue Richard Roussat, à l'érudit florentin Petrus Crinitus, à des auteurs antiques comme Tite-Live, Julius Obsequens, au Guide des chemins de France de Charles Estienne , etc.
Rudy Cambier, Jean Philippe Lahouste (master-ingénieur en agronomie et docteur en sciences appliquées) et Philippe Duquesnois prétendent au XXIe siècle que des quatrains se retrouvant dans les Prophéties auraient fait partie d'un ensemble de mille vers rédigés par Yvain Desprez, devenu Yves de Lessines, le quinzième abbé de l'Abbaye de Cambron, un monastère de moines cisterciens à Cambron-Casteau en Belgique, dans le Hainaut, entre 1323 et 1328. Selon Rudy Cambier, l'identité de l'auteur du manuscrit original apparaitrait à la fin du deuxième quatrain des Centuries : Splendeur diuine. Le diuin prés s'assied.(Divin Prés, Yvain Desprez.) Contrairement aux travaux de Dumézil, Brind'Amour et Liaroutzos, les publications de Cambier, Lahouste et Duquesnois ne bénéficient d'aucune reconnaissance de la part des universitaires compétents, c'est-à-dire les historiens et les philologues. Par exemple, leurs noms n'apparaissent pas dans la bibliographie du Nostradamus publié en 2021 par Mireille Huchon, professeur à la Sorbonne.
Voici quelques rapprochements considérés comme probants par les spécialistes universitaires de Nostradamus (par exemple Mireille Huchon; voir son Nostradamus, 2021, p. 134-137 et 266-267).
- Centurie 1, quatrains 1 et 2 :

| Estant assis de nuit secret estude, Seul repousé sur la selle d'ærain, Flambe exigue sortant de solitude Fait proferer qui n'est à croire vain. |

| La verge en main mise au milieu de Branches, De l'onde il moulle & le limbe & le pied. Vn peur (conjecture : Vapeur) & voix fremissent par les manches, Splendeur diuine. Le diuin prés s'assied. |

Petrus Crinitus, De honesta Disciplina (réédité à Lyon en 1543, livre 20) rapporte, d'après Jamblique (traduit en latin par Marsile Ficin), comment les Sibylles pratiquaient la divination « à Branches » (in Branchis). En quelques lignes, il est question d'un « souffle ou feu ténu » (tenuem spiritum et ignem) ; d'une pythie assise « sur un siège d'airain » (super aeream sellam), d'une autre qui tient « une verge dans sa main » (virgam manu gestat), baigne dans l'eau ses pieds et la bordure de ses vêtements (pedes limbumque undis proluit) ou encore aspire la « vapeur » (vaporem) et est emplie de « splendeur divine » (divino splendore).
- Centurie 1, quatrain 42 :

| Le dix Kalendes d'Apuril de faict Gotique (conjecture : Gnostique) Resuscité encor par gens malins : Le feu estainct, assemblée diabolique Cherchant les or du d'Amant & Pselyn. |

Dans le même livre de Petrus Crinitus (l. 7, ch. 4) il est question de Gnostiques (Gnostici) qui, cherchant à profiter des enseignements de Psellus et d'Origène Adamantius (Psellus, Origenes Adamantius), s'assemblent (convenire) le dix des Calendes d'avril (X. Cal. Apri.) et, toutes lumières éteintes (luminibus extinctis), commettent des abominations.
- Centurie 2, quatrain 41 :

| La grand'estoile par sept iours bruslera, Nuée fera deux soleils apparoir : Le gros mastin toute nuit hurlera Quand grand pontife changera de terroir. |

Julius Obsequens, dans son Livre des Prodiges (réédité en 1552 par Conrad Lycosthenes), raconte qu'après l'assassinat de Jules César, « une étoile brûla pendant sept jours. Trois soleils brillèrent […]. Des hurlements de chiens furent entendus de nuit devant la maison du grand pontife ».
- Centurie 5, quatrains 6 et 75 :

| Au roy l'Augur sur le chef la main mettre, Viendra prier pour la paix Italique : A la main gauche viendra changer le sceptre De Roy viendra Empereur pacifique. |

| Montera haut sur le bien [conjecture : lieu] plus à dextre, Demourra assis sur la pierre quarrée : Vers le midy posé à la senestre, Baston tortu en main, bouche serrée. |

Tite-Live raconte ainsi l'inauguration du roi Numa Pompilius :

« Alors, sous la conduite de l'augure […], Numa se rendit à la citadelle et s'assit sur une pierre face au midi. L'augure prit place à sa gauche, la tête voilée et tenant de la main droite un bâton recourbé et sans nœud appelé lituus. De là, embrassant du regard la ville et la campagne, il […] marqua dans le ciel les régions par une ligne tracée de l'est à l'ouest et spécifia que les régions de droite étaient celles du midi, les régions de gauche celles du nord […]. Puis, faisant passer le lituus dans sa main gauche, et plaçant la droite sur la tête de Numa, [il demanda un signe de la part des dieux]».

Immédiatement après, Tite-Live dit que Numa fut un roi pacifique qui éleva le temple de Janus pour symboliser la paix, et il loue l'empereur régnant, Auguste, d'être lui aussi pacifique.
- Centurie 6, quatrain 100 :

| Quos legent hosce versus, maturè censunto : Profanum vulgus, & inscium ne attrestato : Omnesque Astrologi, Blenni, Barbari procul sunto : Qui aliter facit, is ritè, sacer esto. | Traduction : Que ceux qui lisent ces vers y réfléchissent longuement ! Que le vulgaire profane et ignorant ne s'en approche ! Que tous les astrologues les sots, les barbares s'en écartent ! Qui passe outre, qu'il soit maudit selon le rite ! |

Petrus Crinitus, à la fin de son De honesta disciplina, déjà cité, avait mis la strophe latine que voici :
| Legis cautio contra ineptos criticos Quoi legent hosce libros, maturè censunto : Profanum uolgus & inscium, ne attrectato : Omnesque legulei, blenni, barbari procul sunto : Qui aliter faxit, is ritè sacer esto.'' |

- Centurie 7, quatrain 41 :

| Les os des pieds et des mains enserrés, Par bruit maison longtemps inhabitée ; Seront par songes concavant déterrés, Maison salubre et sans bruit habitée.'' |

Pline le Jeune, Lettres, VII, 27 (trad. De Sacy et Pierrot) : « Il y avait à Athènes une maison vaste et spacieuse, mais décriée et funeste. Dans le silence de la nuit, on entendait un bruit de fer […] et un froissement de chaînes […]. Bientôt apparaissait le spectre : […] ses pieds étaient chargés d'entraves et ses mains de fers qu'il secouait. […] Aussi, dans la solitude et l'abandon auquel elle était condamnée, cette maison resta livrée tout entière à son hôte mystérieux. […] [Le philosophe Athénodore loue la maison et y veille la nuit. Le spectre survient et l'invite à le suivre dans la cour, où il disparaît. Athénodore marque le lieu.] Le lendemain, il va trouver les magistrats et leur conseille de fouiller en cet endroit. On y trouva des ossements enlacés dans des chaînes. […] On les rassembla, on les ensevelit publiquement et, après ces derniers devoirs, le mort ne troubla plus le repos de la maison. »
(Noté par E. Gruber)
- Centurie 9, quatrain 20 :

| De nuit viendra par la forest de Reines Deux pars vaultorte Herne la pierre blanche, Le moine noir en gris dedans Varennes Esleu cap. cause tempeste feu, sang tranche. |

Dans La Guide des chemins de France, éditée chez Charles Estienne en 1553, les pages 137 à 140 concernent les confins du Maine et de la Bretagne, à raison de quelques brèves lignes par page. On y trouve mentionnés les toponymes Vaultorte, Heruee (probablement coquille pour l'actuelle Ernée), un ruisseau « faisant le depart (cfr. les deux pars de Nostradamus) de la comté du Maine et de la duché de Bretaigne » (tous p. 137), la « Forest de Renes » (p. 138), Varennes (p. 139) et la « pierre blanche » (p. 140).
On peut encore signaler que l'Épître à César, qui ouvre l'édition de 1555 des Prophéties, contient des passages empruntés au Compendium Revelationum de Jérôme Savonarole, sans doute via le Mirabilis Liber.
Certaines découvertes dans ce sens ont été présentées directement sur Internet, sans publication antérieure en livre ou en revue. C'est ainsi que L. de Luca a découvert que la strophe latine mise par Nostradamus dans le prologue de sa Paraphrase de Galien est tirée des Inscriptiones sacrosanctae vetustatis, ouvrage de Petrus Apianus et Bartholomeus Amantius, édité à Ingolstadt en 1534. De même, P. Guinard a découvert qu'Ulrich von Hutten est cité très souvent dans les Présages de Nostradamus et qu'il a fourni de la matière à un au moins des quatrains des Prophéties :
| Ulric von Hutten, Poemata: Bis petit obscurum et condit se Luna tenebris Ipse quoque obducta pallet ferrugine frater. |  | Traduction du texte : « Deux fois la Lune cherche l'obscurité et se cache dans les ténèbres, Et son frère lui-même pâlit, couvert d'une couleur ferrugineuse » |  | Nostradamus, Prophéties, I, 84 : Lune obscurcie aux profondes tenebres, Son frere pasle de couleur ferrugine |

## Prophéties apocryphes
Les Sixains, qui furent publiés pour la première fois au XVIIe siècle, sont considérés comme faux même par les partisans de la prescience de Nostradamus, car ils ne sont pas dans son style et son vocabulaire et sont beaucoup plus explicites que les quatrains centuriques. Par exemple, le sixain 52 évoquerait le Massacre de la Saint-Barthélemy, le 24 août 1572 :
La grand'Cité qui n'a pain à demy

Encor un coup la sainct Barthelemy

Engravera au profond de son ame :

Nisme, Rochelle, Geneve & Montpellier,

Castres Lyon, Mars entrant au Bélier,

S'entrebatteront : le tout pour une Dame
D'après cette interprétation, la grand'Cité serait Paris. Nisme, Rochelle, Geneve & Montpellier sont les quatre principales villes protestantes. une Dame indiquerait Catherine de Médicis.
Juste après les attentats du 11 septembre 2001, le texte suivant a circulé sur Internet :
| In the City of God there will be a great thunder, Two brothers torn apart by Chaos, while the fortress endures, the great leader will succumb, The third big war will begin when the big city is burning | « Dans la cité de Dieu il y aura un grand tonnerre Deux frères seront séparés par le chaos Pendant que la forteresse endure Le grand meneur succombera La troisième grande guerre commencera quand la grande cité brûlera » |

Ce texte n'est pas de Nostradamus et n'est même pas un quatrain. Selon le site Snopes, il fut écrit en 1997 et publié sur une page web par Neil Marshall, étudiant canadien de Brock University, qui voulait montrer qu'on pouvait fabriquer à la manière de Nostradamus des prophéties assez ambiguës pour supporter de nombreuses interprétations. Ce qui concerne la troisième grande guerre n'est pas de Neil Marshall et fut ajouté après les attentats du 11 septembre. La page web de Neil Marshall semble ne plus être consultable.
Un autre canular en anglais fut propagé après ces mêmes attentats du 11 septembre 2001 :
In the year of the new century and nine months,

From the sky will come a great King of Terror.

The sky will burn at forty-five degrees.

Fire approaches the great new city.
Dans l'année du nouveau siècle et neuf mois,

Du ciel viendra un grand roi de terreur…

Le ciel brûlera à quarante-cinq degrés.

Le feu approche la grande nouvelle ville…
Ce quatrain a été formé par la juxtaposition de deux distiques extraits de véritables quatrains de Nostradamus :
L'an mil neuf cens nonante neuf sept mois

Du ciel viendra un grand Roy deffraieur (X. 72)
Cinq et quarante degrés ciel bruslera

Feu approucher de la grand cité neufve (VI. 97)

## Ouvrages

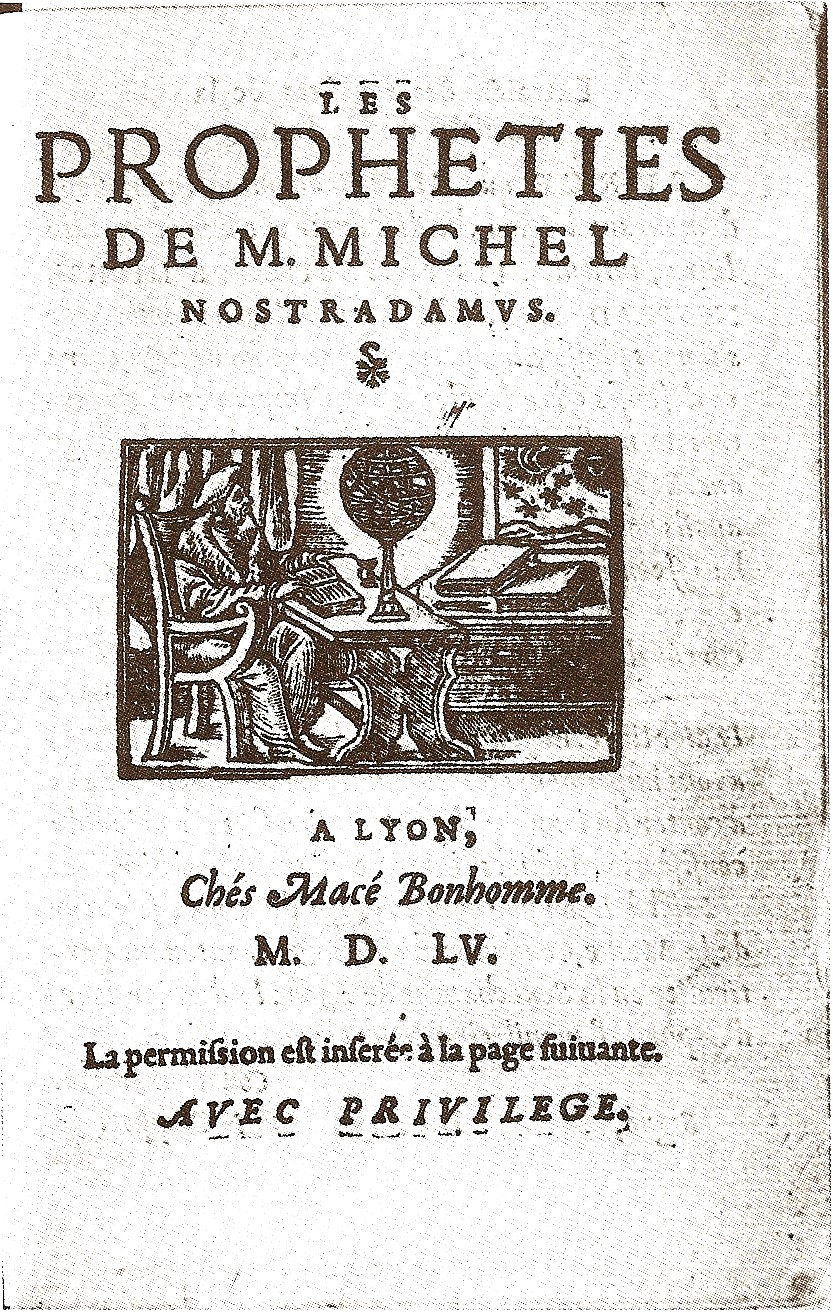
Première page de l'exemplaire dit « Rigaud », livre imprimé à Lyon en 1555, date de la première édition des Prophéties.

- Interprétation des hiéroglyphes de Horapollo (1543-1547) ; édité par Pierre Rollet, éd. Ramoun Berenguié, Aix-en-Provence (1967)
- Pronostications et Almanachs[90] (1550-1567)
- Traité des Fardements et Confitures (1555) ; titre complet : Excellent et moult utile opuscule à tous nécessaire qui désirent avoir connoissance de plusieurs exquises receptes divisé en deux parties. La première traicte de diverses façons de fardemens et senteurs pour illustrer et embelir la face. La seconde nous montre la façon et manière de faire confitures de plusieurs sortes
  - Traité des confitures, éditions Être et connaître, 156 p. (2006)
  - Des confitures (sélection de 11 textes), édition de bibliophilie, illustrée de gravures à la manière noire par Mario Avati, préface de Michel Chomarat, éd. Les Bibliophiles de France (2010)
  - Traité des confitures, adapté en français moderne et présenté par Jean-François Kosta-Théfaine, éditions Imago, 180 p. (2010)
- Les Prophéties de M. Michel Nostradamus, à Lyon, chés Macé Bonhomme, MDLV [4 mai 1555][91]
  - réédition en fac-similé. par Les Amis de Michel Nostradamus (1984)
  - édition savante par Pierre Brind'Amour, éditions Droz, 1996.
  - texte en ligne, selon les premières éditions
- Épître à César (son fils, César de Nostredame), in Prophéties[92] (1555) ; édité par Eugène Bareste, Paris, Maillet (1840)
- Paraphrase de Galien ; titre complet : Paraphrase de C. Galen, sus l'exortation de Ménodote, aux estudes des bonnes artz, mesmement Médicine : Traduict de latin en francoys, par Michel Nostradamus, Lyon, Antoine du Rosne (1557)
- Épître à Henri second[93] (27 juin 1558)
  - in Le Pelletier, Les Oracles de Michel de Nostredame, astrologue, médecin et conseiller ordinaire des rois Henri II, François II et Charles IX, Paris, A. Aubry (1867)
  - rééd. en 2 vol. par Serge Hutin, Les Prophéties de Nostradamus, J'ai lu, p. 101-115 (1976)
- Traité de la Peste (vers 1558-1559) ; on n'a conservé que la traduction anglaise : An excellent treatise, shewing such perillous and contagious infirmities, as shall issue 1559 and 1560, with the signes, causes, accidents and curation for the healthe of such as inhabit the 7, 8 and 9 climate, compiled by Maister Michael Nostrodamus, Doctor in Phisicke, and translated into English..., Londres, John Daye (1559)
- Jean Dupèbe, Nostradamus : Lettres inédites, édition scientifique, Genève, Droz (1983)

Voir aussi Jacques Chomarat, « Nostradamus : Lettres inédites, introduction et notes par Jean Dupèbe » (recension), Bulletin de l'Association d'étude sur l'humanisme, la réforme et la renaissance, 1984, vol. 19, p. 89-93, consultable sur le site Persée. (Apporte des compléments au travail de J. Dupèbe.)
- Testament ou Troisième Épître (15 juin 1566) ; édité par Daniel Ruzo[94], Le Testament de Nostradamus, Barcelone (1975), trad. française, Monaco, Le Rocher, p. 21-28 (1982)

### Éditions et traductions
- Jean-Aimé de Chavigny, Recueil des présages prosaïques de M. Michel de Nostradame lors qu'il vivoit, conseillier du Roy treschr(est)ien Charles IX du nom, et Médecin ordinaire de sa Magte (1589)
- Théophile de Garencières, The True Prophecies or Prognostications of Michel Nostradamus, Londres, 1672.
Traduction anglaise des Prophéties de Nostradamus. A repéré dans les deux premiers vers du quatrain VI, 89 une citation d'un passage de Plutarque (Vies parallèles, « Artaxerxès », ch. 16) sur le supplice du « scaphisme ».
- Pierre Brind'Amour, Nostradamus, les premières Centuries ou Prophéties, 1996.
Édition savante de l'Épître à César et des 353 premiers quatrains. Repère de façon très convaincante de nombreux emprunts de Nostradamus à des livres édités à son époque.
- Jean-Paul Clébert, Prophéties de Nostradamus. Les Centuries. Texte intégral (1555-1568). Paris, 2003.
Texte et commentaires mot à mot. Éclaire (philologiquement) de nombreux passages des Prophéties par des passages analogues des Présages.
Selon Jean Dupèbe, ce livre « peut offrir au lecteur patient et curieux d’utiles renseignements, à condition qu’il se tienne toujours sur ses gardes[95]. » Dans un livre antérieur, Nostradamus, mode d'emploi, Paris, 1981, qui n'est qu'une esquisse de celui-ci, J.-P. Clébert avait envisagé que les indications toponymiques du fameux quatrain de Varennes se rapportent en fait à la province du Maine, conjecture dont Chantal Liaroutzos allait faire une certitude.
- Nostradamus, Prophéties. Présentation par Bruno Petey-Girard. Paris, Flammarion, 2003.
Édition des Centuries I à VII, considérées comme d'authenticité certaine parce que non posthumes.
- Nostradamus, Les Prophéties, éditions AlterPublishing. 2015 (version française), 2020 (version avec traduction en anglais)[96].
Facsimilé de l’édition de 1557, avec transcription de ce facsimilé et transcription modernisée de l'édition de 1557

## Dans les arts et la culture

### Littérature

#### Roman
L'ultime trésor écrit par Joël Pagé fait agir Nostradamus de concert avec deux autres artistes, le peintre français Nicolas Poussin et le sculpteur flamand Peter Scheemakers (en), afin que le Code DM, cette mystérieuse inscription de Shugborough, aiguille de façon erronée mais délibérée les têtes couronnées d'Europe vers l'île d'Oak Island en Nouvelle-Écosse pour révéler la cache du trésor des Templiers et du Graal à cet endroit. Il s'agit là d'un leurre magistral concocté par le pape Boniface VIII et déployé de façon posthume, afin d'occulter le véritable site où ce trésor mythique est dissimulé. C'est grâce au quatrain 66 de la centurie VIII que Nostradamus inspirera les deux artistes subséquents à mettre en œuvre l'intégralité du leurre papal.

#### Bande dessinée
Dans La malédiction de Nostrablairus, bande dessinée de dix planches écrite par Don Rosa publiée en 1989, Balthazar Picsou acquiert le don de divination du prophète Nostrablairus, astrologue français du XVIe siècle en portant son médaillon. L'histoire est inspirée d'un documentaire visionné par l'auteur sur Nostradamus et plusieurs légendes l'entourant.

### Filmographie

#### Cinéma
- 1925 : Nostradamus de Mario Roncoroni et Febo Mari avec Celio Bucchi ;
- 1937 : Nostradamus de Juan Bustillo Oro et Antonio Helù avec Carlos Villarías ;
- 1938 : Nostradamus de David Miller avec John Burton ;
- 1941 : More About Nostradamus de David Miller avec John Burton ;
- 1942 : Nostradamus and the Queen de David Miller avec Grandon Rhodes ;
- 1953 : Let's Ask Nostradamus de Peter Ballbusch avec John Burton ;
- 1957 : The Man Without a Body de Charles Saunders et W. Lee Wilder avec Michael Golden ;
- 1961 :Mystic Prophecies of Nostradamus de Merle S. Gould avec Stanton Pritchard ;
- 1979 : Prophecies of Nostradamus de Paul Drane Prod avec Richard Butler ;
- 1981 :
  - Nostradamus, épisode de Titans de Tom O'Neill avec Len Birman ;
  - The Man Who Saw Tomorrow de Robert Guenette avec Jason Nesmith (enfant), Howard Ackerman (adolescent) et Richard Butler (adulte) ;
- 1984 : Cheech & Chong's The Corsican Brothers de Tommy Chong avec Serge Fedoroff
- 1994 :
  - Ancient Prophecies de Graeme Whifler avec Albert James Harris ;
  - Nostradamus de Roger Christian avec Tchéky Karyo ;
- 1999 : Nostradamus, Prophet des Untergangs de Hans Christian Huf avec Georg Grigore (jeune) et Constantin Dinulescu (âgé) ;
- 2006 : Nostradamus de Bryn Higgins avec Oliver Dimsdale ;
- 2010 :
  - Henri 4 de Jo Baier avec Fritz Marquardt ;
  - Nostradamus de Joanne Lunt, épisode de Mystery Files avec Martin Logan ;

#### Télévision

##### Série
- 1961 : The Oracle de Joseph H. Lewis, épisode de The Investigators avec Lee Marvin ;
- 1968 : Nostradamus ou le prophète en son pays de Pierre Badel, épisode de Le Tribunal de l'impossible avec Jean Topart ;
- 1979 : Le Roi qui vient du sud de Marcel Camus avec Claude Milon ;
- 2013 : Reign : Le Destin d’une reine avec Rossif Sutherland ;
- 2022 : Diane de Poitiers avec Gérard Depardieu.

##### Documentaire
En 2008, un documentaire-fiction, intitulé Nostradamus : prophète ou imposteur ?, lui est consacré dans le cadre de l'émission Secrets d'Histoire. Le documentaire revient sur ses « Prophéties », son exclusion de la faculté de médecine de Montpellier ainsi que sur les innombrables études dont il a fait l’objet.
En 2023, un documentaire-fiction, dans la même série d'émissions et mise à jour du précédent, est réalisé, il est intitulé Nostradamus, ou comment prédire son avenir.
Musique
En 2008, le groupe de heavy metal anglais Judas Priest a publié un concept-album consacré à Nostradamus.

#### Études anciennes

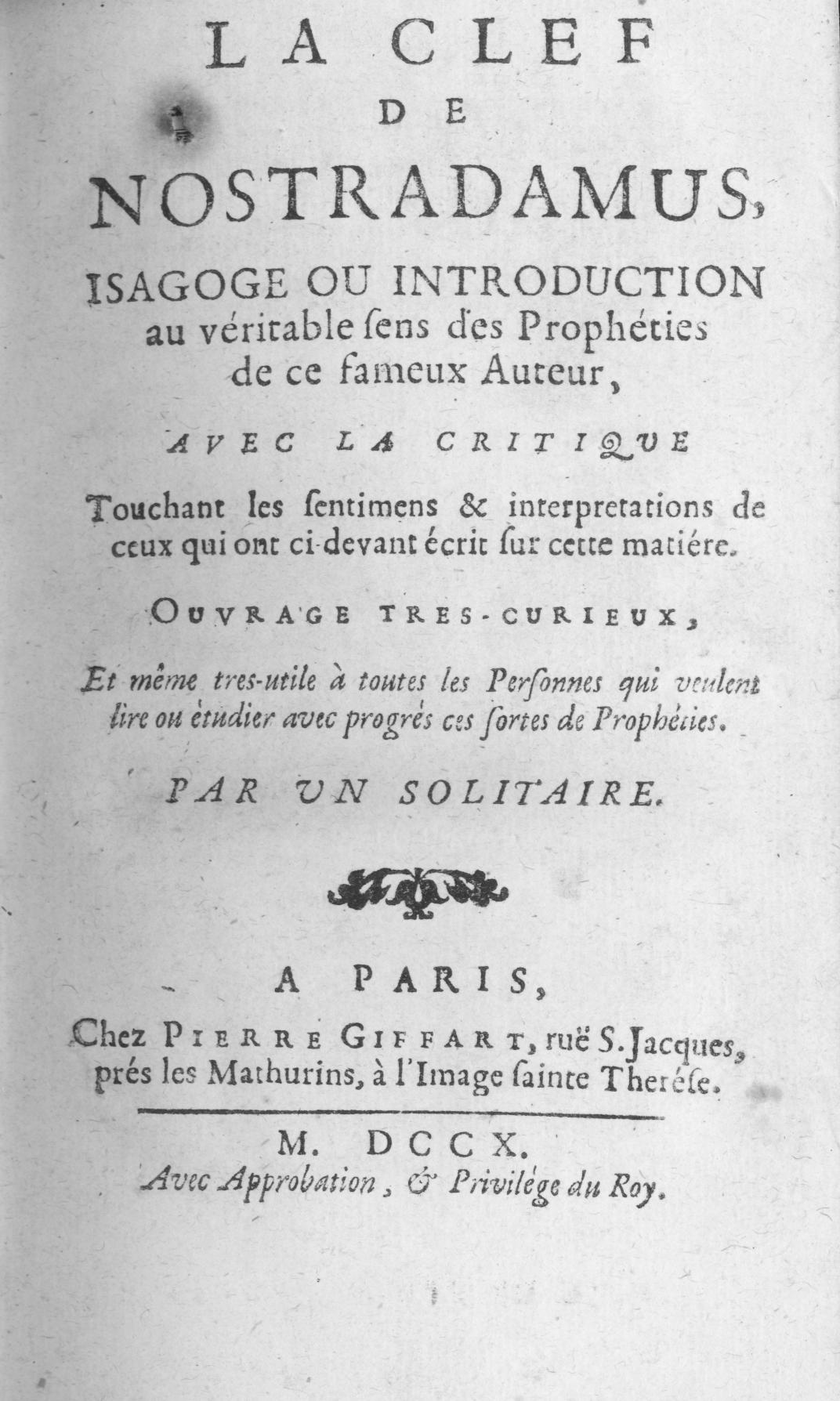
La clef de Nostradamus, Jean Le Roux, 1710.